# Ruderverein Weser von 1885
Der Ruderverein Weser von 1885 oder Ruderverein „Weser“ von 1885 ist ein Sportverein aus Hameln.

## Geschichte und Lage
Der Verein wurde am 2. August 1885 gegründet. Ein Jahr später wurde das erste Bootshaus an der Münsterbrücke eingeweiht. 1909 zog der Verein in ein neues Bootshaus an der Pyrmonter Straße um. 1931 und 1932 entstanden die Frauenabteilung und die Jugendabteilung. 1959 übernahm der Verein die Patenschaft für die Rudergesellschaft Breslau, deren Mitglieder seit 1945 weit verstreut lebten. 1993 eröffnete das neue Bootshaus an der Tündernschen Warte.
Das Bootshaus befindet sich am rechten Ufer der Weser bei Stromkilometer 132,6.

## Bekannte Sportler
Bernd Kerkhoff war 1975 mit dem Leichtgewichts-Achter erster Weltmeister des Vereins.
Michael Ruhe gewann mit dem Deutschland-Achter Weltmeisterschaftsbronze 2001. Bei den Weltmeisterschaften 2002 gewannen Hamelner Ruderer in drei verschiedenen Bootsklassen Silber: Jan-Martin Bröer im Vierer mit Steuermann, Michael Ruhe im Achter und Matthias Hobein im Leichtgewichts-Achter. 2003 in Mailand wurde Matthias Hobein Weltmeister mit dem Leichtgewichts-Achter und Bröer wurde Dritter im Vierer mit Steuermann. 2005 belegte Bröer den dritten Platz mit dem Achter, 2006 in Eton erruderte er Gold im gesteuerten Vierer.